# Torneo Nacional de Ascenso 1998-99
La temporada 1998-99 del Torneo Nacional de Ascenso fue la séptima edición del torneo argentino de segundo nivel para equipos de baloncesto creado en 1992.
El campeón fue Quilmes de Mar del Plata, que derrotó en la final a Central Entrerriano de Gualeguaychú y obtuvo el ascenso directo, retornando a la máxima categoría tras haber descendido para esta temporada. Por su parte, el equipo entrerriano disputó un repechaje ante Olimpia de Venado Tuerto por una plaza en la siguiente Liga Nacional, lugar que quedó en manos del equipo de la máxima división. Además, este fue el último repechaje que se jugó.

## Equipos participantes
| Club                   | Procedencia                         | Estadio                     |
| San Andrés             | Malaver, Buenos Aires               |                             |
| La Unión               | Colón, Entre Ríos                   | Estadio Carlos Delasoie     |
| Echagüe                | Paraná, Entre Ríos                  | Estadio Luis Butta          |
| Gimnasia y Esgrima     | La Plata, Buenos Aires              | Polideportivo Víctor Nethol |
| Ben Hur                | Rafaela, Santa Fe                   |                             |
| Estudiantes            | Santa Rosa, La Pampa                |                             |
| Central Entrerriano    | Gualeguaychú, Entre Ríos            | Estadio José María Bértora  |
| Instituto              | Córdoba, Córdoba                    | Gimnasio Ángel Sandrín      |
| Newell's Old Boys      | Rosario, Santa Fe                   | Estadio Claudio Newell      |
| Unión Gimnástica Sokol | Presidencia Roque Sáenz Peña, Chaco |                             |
| Lanús                  | Lanús, Buenos Aires                 | Microestadio Antonio Rotili |
| Racing Club            | Avellaneda, Buenos Aires            |                             |
| Quilmes                | Mar del Plata, Buenos Aires         | Estadio Once Unidos         |
| Independiente          | Zárate, Buenos Aires                |                             |
| San Isidro             | San Francisco, Córdoba              |                             |
| Ciclista Juninense     | Junín, Buenos Aires                 | El Coliseo del Boulevard    |

## Posiciones finales
| Equipo | Equipo                      |
| ------ | --------------------------- |
| 1.°    | Quilmes                     |
| 2.°    | Central Entrerriano         |
| 3.°    | Ben Hur (Rafaela)           |
| 4.°    | Independiente (Zárate)      |
| 5.°    | Ciclista Juninense          |
| 6.°    | Estudiantes (Santa Rosa)    |
| 7.°    | Newell's Old Boys           |
| 8.°    | Gimnasia y Esgrima La Plata |
| 9.°    | La Unión (Colón)            |
| 10.°   | San Andrés (Malaver)        |
| 11.°   | Echagüe                     |
| 12.°   | Lanús                       |
| 13.°   | San Isidro (San Francisco)  |
| 14.°   | Unión Gimnástica Sokol      |
| 15.°   | Instituto                   |
| 16.°   | Racing Club (Avellaneda)    |

|  | Ascenso a la Liga Nacional. |
|  | Descenso a la Liga "B".     |

## Final por el ascenso
| 8 de mayo | Central Entrerriano | 64–47   | Quilmes | Gualeguaychú                         |  |  |
|           |                     |         |         |                                      |  |  |
|           |                     | Reporte |         | Pabellón: Estadio José María Bértora |  |  |
| serie 1-0 |                     |         |         |                                      |  |  |
|           |                     |         |         |                                      |  |  |

| 10 de mayo | Central Entrerriano | 76–53   | Quilmes | Gualeguaychú                         |  |  |
|            |                     |         |         |                                      |  |  |
|            |                     | Reporte |         | Pabellón: Estadio José María Bértora |  |  |
| serie 2-0  |                     |         |         |                                      |  |  |
|            |                     |         |         |                                      |  |  |

| 15 de mayo | Quilmes | 70–69   | Central Entrerriano | Mar del Plata                 |  |  |
|            |         |         |                     |                               |  |  |
|            |         | Reporte |                     | Pabellón: Estadio Once Unidos |  |  |
| serie 1-2  |         |         |                     |                               |  |  |
|            |         |         |                     |                               |  |  |

| 17 de mayo | Quilmes | 66–65   | Central Entrerriano | Mar del Plata                 |  |  |
|            |         |         |                     |                               |  |  |
|            |         | Reporte |                     | Pabellón: Estadio Once Unidos |  |  |
| serie 2-2  |         |         |                     |                               |  |  |
|            |         |         |                     |                               |  |  |

| 22 de mayo | Central Entrerriano | 69–71   | Quilmes | Gualeguaychú                         |  |  |
|            |                     |         |         |                                      |  |  |
|            |                     | Reporte |         | Pabellón: Estadio José María Bértora |  |  |
| serie 2-3  |                     |         |         |                                      |  |  |
|            |                     |         |         |                                      |  |  |

## Repechaje por el segundo ascenso
| 27 de mayo | Olimpia (VT) | PG–PP | Central Entrerriano | Venado Tuerto             |  |  |
|            |              |       |                     |                           |  |  |
|            |              |       |                     | Pabellón: Estadio Olimpia |  |  |
| serie 1-0  |              |       |                     |                           |  |  |
|            |              |       |                     |                           |  |  |

| 29 de mayo | Olimpia (VT) | 72–70   | Central Entrerriano | Venado Tuerto             |  |  |
|            |              |         |                     |                           |  |  |
|            |              | Reporte |                     | Pabellón: Estadio Olimpia |  |  |
| serie 2-0  |              |         |                     |                           |  |  |
|            |              |         |                     |                           |  |  |

| 31 de mayo | Central Entrerriano | 79–62   | Olimpia (VT) | Gualeguaychú                         |  |  |
|            |                     |         |              |                                      |  |  |
|            |                     | Reporte |              | Pabellón: Estadio José María Bértora |  |  |
| serie 1-2  |                     |         |              |                                      |  |  |
|            |                     |         |              |                                      |  |  |

| 2 de junio | Central Entrerriano | PG–PP | Olimpia (VT) | Gualeguaychú                         |  |  |
|            |                     |       |              |                                      |  |  |
|            |                     |       |              | Pabellón: Estadio José María Bértora |  |  |
| serie 2-2  |                     |       |              |                                      |  |  |
|            |                     |       |              |                                      |  |  |

| 4 de junio | Olimpia (VT) | 58–55   | Central Entrerriano | Venado Tuerto             |  |  |
|            |              |         |                     |                           |  |  |
|            |              | Reporte |                     | Pabellón: Estadio Olimpia |  |  |
| serie 3-2  |              |         |                     |                           |  |  |
|            |              |         |                     |                           |  |  |